# 毒虫畏
毒虫畏（英語：Chlorfenvinphos）是一种有机磷酸酯杀虫剂和杀螨剂，可看作二乙基膦酸和烯醇式二氯苯乙酮形成的酯，1963年启用，但由于其具有膽鹼酯酶抑制劑的毒性，1991年起在美国等多个国家禁用。